# Starkers in Tokyo
Starkers in Tokyo je akustični uživo album engleskog hard rock sastava Whitesnake, objavljen u lipnju 1998. godine. Ovo je unplugged verzija albuma u izvedbi David Coverdalea kao vokala i Adrian Vandenberga na akustičnoj gitari.

## Popis pjesama
1. "Sailing Ships" (David Coverdale, Adrian Vandenberg) – 4:37
2. "Too Many Tears" (Coverdale, Vandenberg) – 4:13
3. "The Deeper the Love" (Coverdale, Vandenberg) – 4:09
4. "Love Ain't No Stranger" (Coverdale, Mel Galley) – 3:15
5. "Can't Go on" (Coverdale, Vandenberg) – 3:50
6. "Give Me All Your Love" (Coverdale, John Sykes) – 3:21
7. "Don't Fade Away" (Coverdale, Vandenberg) – 4:26
8. "Is This Love" (Coverdale, Sykes) – 3:09
9. "Here I Go Again" (Coverdale, Bernie Marsden) – 4:46
10. "Soldier of Fortune" (Coverdale, Ritchie Blackmore) – 4:22

## Osoblje
- David Coverdale - vokali
- Adrian Vandenberg - akustična gitara